# John Dietz
John A. Dietz (ur. 24 listopada 1870 w Niemczech, zm. 11 października 1939 w Nowym JorkuNowym Jorku) – amerykański strzelec sportowy, medalista olimpijski.
Dietz wziął udział w igrzyskach olimpijskich dwukrotnie. Podczas IV Letnich Igrzysk olimpijskich w Londynie w 1908 roku brał udział w dwóch konkurencjach - w strzelaniu z pistoletu dowolnego na odległość 50 jardów zajął indywidualnie dziewiąte miejsce, zaś w konkursie drużynowym zdobył złoto. Cztery lata później, podczas V Letnich Igrzyskach Olimpijskich w Sztokholmie w 1912 roku wziął udział w czterech konkurencjach strzeleckich. W strzelaniu z pistoletu dowolnego z 50 metrów zdobył dziewiąte miejsce z wynikiem 454 punktów. W konkursie drużynowym w tej samej broni zdobył mistrzostwo olimpijskie. W strzelaniu z pistoletu pojedynkowego z 30 metrów zdobył 283 punkty i zdobył czwarte miejsce, zaś w strzelaniu drużynowym zajął czwarte miejsce.